# Izobraževanje
Izobraževánje je slovenski izraz za dejavnost povečevanja znanja, tako kognitivnega kot konativnega ter obvladovanja veščin. Običajno ob izobraževanju mislimo na dejavnost povečevanja znanja kot na tradicionalno šolsko obliko poučevanja učitelja, kjer se odvija izobraževanje otrok in mladostnikov. Od uveljavitve paradigme vseživljenjskega izobraževanja se izobraževanje pojmuje kot osnovna dejavnost pridobivanja znanja. Izobraževanje se lahko odvija kot samo izobraževanje, kot formalno ali neformalno izobraževanje, kot izobraževanje otrok, mladostnikov in odraslih.
Tradicionalna, šolska, formalna oziroma frontalna oblika izobraževanja zajema poučevanje učitelja in učenje učenca, pri čemer je vedno rezultat novo znanje, akademsko, razvitost spospobnosti oziroma obvaldovanje veščin. 
Izobraževanje vedno nastopa v paru z vzgojo pri čemer dosega tudi manj otipljive, a celo pomembnejše cilje: dobre presoje, pravičnost in modrosti. Z izobraževanjem se najpogosteje, čeprav ne izključno, ukvarjajo različne šole. 
Izobraževanje lahko označimo tudi kot organizirano dejavnost družbe, ki jo v formalnih oblikah izvajajo javne ali privatne šole, vrtci in druge izobraževalne institucije. Običajno se zaključi v naprej določenem času, zaključek izobraževanja pa pomeni doseganje izobraževalnega standarda, ki ga posameznik lahko izkazuje s potrdilom. 